# Anton Ernst von Schaffgotsch
Anton Ernst von Schaffgotsch noto anche col nome in ceco di Antonín Arnošt Schaaffgotsche (Brno, 16 febbraio 1804 – Brno, 31 marzo 1870) è stato un arcivescovo cattolico boemo.

## Biografia

### I primi anni
Anton Ernst von Schaffgotsch era membro della nobile famiglia boema degli Schaffgotsch. Suo zio era Johann Prokop von Schaffgotsch, primo vescovo di České Budějovice, mentre suo fratello Johann Franz era generale di cavalleria dell'esercito imperiale austriaco.
Compì i propri studi teologici a Brno, dove ricevette anche l'ordinazione sacerdotale l'8 settembre 1827. Dopo l'ordinazione, dal 1831 venne destinato a parroco di Dyjákovice. Nel 1837 divenne canonico del capitolo della metropolitana di Olomouc, divenendo l'anno successivo prevosto a Kroměříž.

### L'episcopato

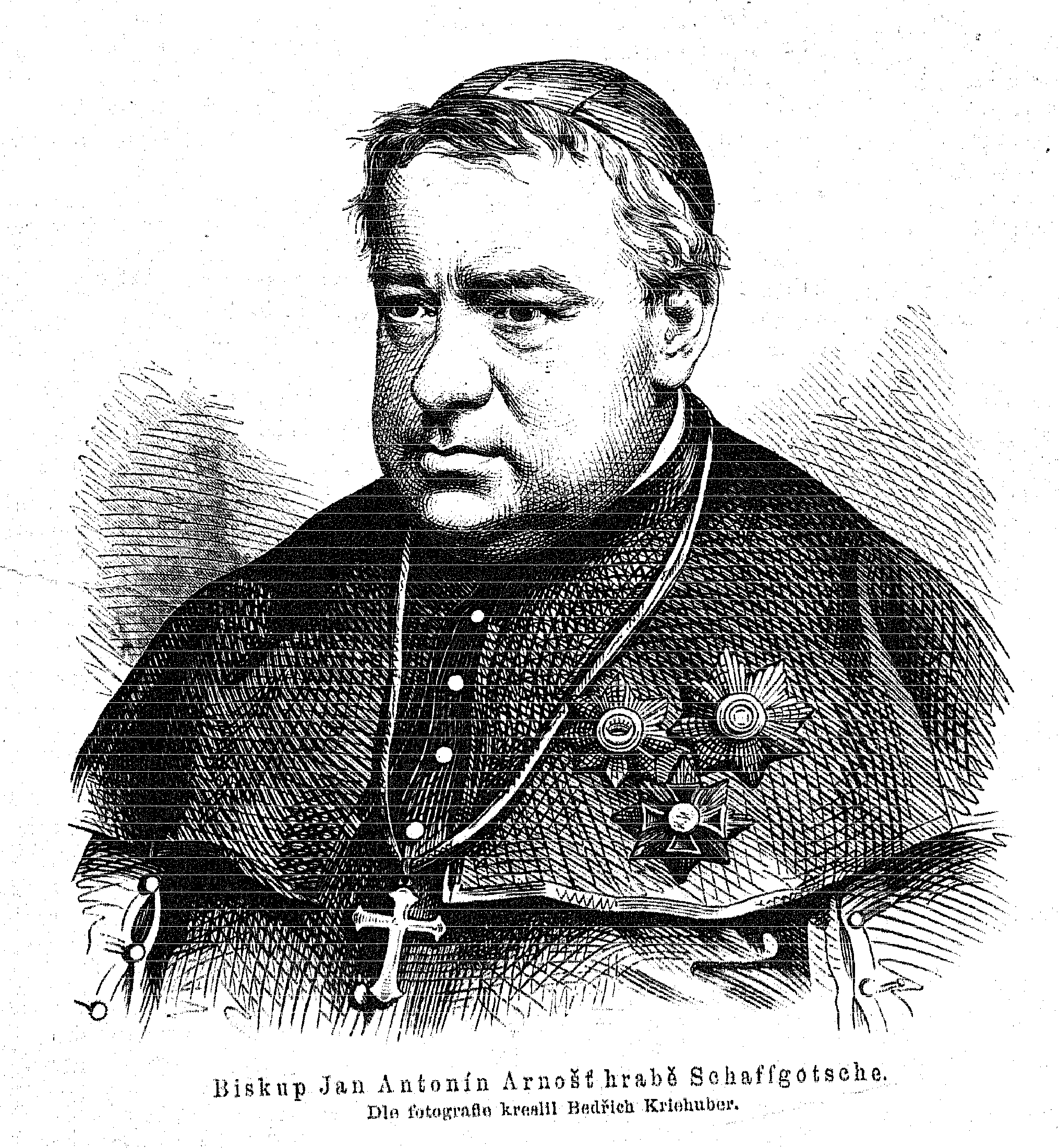
Anton Ernst von Schaffgotsch in un'incisione d'epoca

L'11 luglio 1839 venne nominato vescovo titolare di Aureliopoli di Lidia e vescovo ausiliare di Olomouc. L'arcivescovo di Olomouc, Maximilian Joseph Gottfried von Sommerau Beeckh, gli conferì l'ordinazione episcopale il 20 ottobre di quello stesso anno. Dopo la morte del vescovo di Brno, Franz Anton Gindl, Anton Ernst von Schaffgotsch venne prescelto quale suo successore il 15 luglio 1841. Il 27 gennaio 1842 gli pervenne la conferma papale e poté entrare nella sua diocesi il 5 maggio di quello stesso anno.
Durante il suo mandato come vescovo, Schaffgotsch istituì dei ritiri spirituali per il clero della sua diocesi, combattendo gli ultimi residui di giuseppinismo. Nel 1849 prese parte alla riunione della Conferenza Episcopale Austriaca, presentando all'imperatore diverse rivendicazioni della chiesa per diritti di cui era stata privata.
Nel 1868 sposò a Vienna la futura coppia reale bavarese, il principe Ludovico (poi re Ludovico III) e Maria Teresa d'Austria-Este.
Come vescovo di Brno godette di un seggio al parlamento della Moravia dal 1861.

## Genealogia episcopale
La genealogia episcopale è:
- Cardinale Scipione Rebiba
- Cardinale Giulio Antonio Santori
- Cardinale Girolamo Bernerio, O.P.
- Arcivescovo Galeazzo Sanvitale
- Cardinale Ludovico Ludovisi
- Cardinale Luigi Caetani
- Cardinale Ulderico Carpegna
- Cardinale Paluzzo Paluzzi Altieri degli Albertoni
- Cardinale Flavio Chigi
- Papa Clemente XII
- Cardinale Giovanni Antonio Guadagni, O.C.D.
- Cardinale Cristoforo Bartolomeo Antonio Migazzi
- Arcivescovo Michael Léopold Brigido
- Arcivescovo Sigismund Anton von Hohenwart, S.I.
- Arcivescovo Augustin Johann Joseph Gruber
- Vescovo Roman Sebastian Zängerle, O.S.B.
- Vescovo Franz Anton Gindl
- Cardinale Maximilian Joseph Gottfried Sommerau Beeckh
- Vescovo Anton Ernst von Schaffgotsch